# Juan Jorge Giha (Sportschütze, 1922)
Juan Jorge Giha Ali (* 23. Oktober 1922; † 1999) war ein peruanischer Sportschütze. 

## Leben
Juan Jorge Giha belegte bei den Olympischen Spielen 1972 im Trap-Schießwettkampf den 49. Platz.
Sein Sohn Juan Jorge Giha Jr. war ebenfalls Sportschütze.